# Ugandas damlandslag i fotboll
Ugandas damlandslag i fotboll representerar Uganda i fotboll på damsidan. Dess förbund är Federation of Uganda Football Associations.